# FIBA África
FIBA África é a confederação de associações nacionais de basquetebol no Continente Áfricano. Foi fundada a 11 de junho de 1961 na cidade do Cairo no Egito; teve como membros fundadores o Egito, Marrocos, a Etiópia, o Sudão, a Rodésia do Norte, a Serra Leoa, o Gana, a Guiné, a Líbia, o Mali e o Burquina Fasso. Em março do ano seguinte deu-se a primeira edição do Campeonato Áfricano de Selecções.

## Organização Interna
- Presidente: Frederic Francois Alain Ekra -  Costa do Marfim.
- Vice Presidente: Mabusa Esaka -  República Democrática do Congo.
- Secretário Geral: Alphonse Bilé -  Costa do Marfim.
- Tesoureiro: Abdel Hamid Massoud -  Egito.

Para melhor administrar as suas federações, a FIBA África dividiu o Continente Áfricano em 7 Zonas administrativas, sendo elas:

### Zona 1(Norte da África)
- Argélia
- Líbia
- Marrocos
- Tunísia

### Zona 2
- Cabo Verde
- Gâmbia
- Guiné-Bissau
- Guiné
- Mauritânia
- Senegal
- Serra Leoa

### Zona 3
- Benim
- Burquina Fasso
- Costa do Marfim
- Gana
- Libéria
- Niger
- Nigéria
- Togo

### Zona 4
- Camarões
- Chade
- República Centro-Africana
- Congo
- Gabão
- Guiné Equatorial
- República Democrática do Congo
- São Tomé e Príncipe

### Zona 5
- Burundi
- Djibouti
- Egito
- Eritreia
- Etiópia
- Quênia
- Ruanda
- Somália
- Sudão
- Tanzânia
- Uganda

### Zona 6
- África do Sul
- Angola
- Botswana
- Lesoto
- Malawi
- Moçambique
- Namíbia
- Essuatíni
- Zâmbia
- Zimbabwe

### Zona 7
- Comores
- Madagáscar
- Ilhas Maurícias
- Seicheles